# Комин, Владимир Васильевич
Влади́мир Васи́льевич Ко́мин (1920—1997) — советский и российский историк, ректор Калининского государственного университета (1964—1982), доктор исторических наук, профессор (1966), заслуженный деятель науки РСФСР (1977).

## Биография
Родился 18 марта 1920 г. в д. Яксаево, ныне Комсомольского района Ивановской области (по другим данным, родился в Пятигорске). Из крестьян.
В 1938 году окончил Ивановскую среднюю школу № 36. В 1939 году призван в Красную армию. Участник Великой Отечественной войны и партизанского движения. Был ранен.
В 1945 году окончил исторический факультет Пятигорского государственного педагогического института. 18 ноября 1948 года в Азербайджанском университете защитил кандидатскую диссертацию «Февральская буржуазно-демократическая революция 1917 года в Ставропольской губернии. Борьба трудящихся масс Ставропольской губернии против царизма накануне и в период Февральской буржуазно-демократической революции 1917 года в России» (утверждена ВАК 19 июня 1950 года). В 1948—1954 гг. декан там же, заведовал кафедрой всеобщей истории.
В 1954—1960 годах работал в Кабардино-Балкарском гос. пед. институте. В 1957 году, будучи заместителем директора по учебной и научной работе, принял участие в реорганизации института в университет. В КБГУ В. В. Комин работал заведующим кафедрой всеобщей истории и деканом историко-филологического факультета.
С 1960 года в Калинине — заведующий кафедрой истории КПСС, проректор по учебной работе, ректор Калининского гос. пед. института (1964—1982; с 1971 г. — университета). Доктор исторических наук (1966, диссертация «Банкротство буржуазных и мелкобуржуазных партий в период подготовки и победы Великой Октябрьской социалистической революции (февраль 1917 — январь 1918 годов)»). Депутат Калининского областного Совета депутатов (1967—1973), в 1977—1980 гг. он состоял членом президиума ВАК СССР.
С 1982 года — заведующий кафедрой истории СССР, с 1988 года профессор кафедры, почётный профессор Тверского государственного университета.
Организатор научных конференций по истории политических партий России.
Умер 27 октября 1997 года. Похоронен в Твери на Лебедевском кладбище.

## Основные работы
- Банкротство буржуазных и мелкобуржуазных партий в период подготовки и победы Великой Октябрьской социалистической революции (февраль 1917 — январь 1918 годов): Автореферат дис. на соискание ученой степени доктора исторических наук / Моск. гос. пед. ин-т им. В. И. Ленина. М., 1964. 49 с.
- Банкротство буржуазных и мелкобуржуазных партий в период подготовки и победы Великой Октябрьской социалистической революции / Калининский гос. пед. ин-т им. М. И. Калинина. М.: Московский рабочий, 1965 [вып. дан. 1966]. 644 с.
- Анархизм в России: Спец. курс лекций, прочит. на ист. фак. пед. ин-та / Калининский гос. пед. ин-т им. М. И. Калинина. Калинин : [б. и.], 1969. 244 с.
- Буржуазные и мелкобуржуазные политические партии России в 1917 году: Учеб. пособие для студентов пед. ин-та / Министерство просвещения РСФСР. Калининский гос. пед. ин-т им. М. И. Калинина. Калинин: [б. и.], 1970. 54 с.
- История российской революционной эмиграции: Учебное пособие / В. В. Комин, М. М. Червякова. Калинин, Калининский государственный университет, 1985. 88 с.
- Нестор Махно: мифы и реальность. М. : Московский рабочий, 1990. 79,[2] с. ISBN 5-239-00858-2
- Анархо-синдикализм в 1917—1918 годах // Общественные организации в политической системе России. 1917—1918 годы: Материалы конф. М., 1992. С.3-6.
- "Я прошел через многие «за» и «против»// Мои университеты : сб. воспоминаний выпускников и сотрудников университета. Тверь, 2006. С. 176—177.

## Награды
Ордена Красного Знамени, Отечественной войны I и II степени, Знак Почета, Трудового Красного Знамени, медали «За победу над Германией в Великой Отечественной войне 1941—1945 гг.», «Партизану Отечественной войны» I и II степени, «Двадцать лет победы в Великой Отечественной войне 1941—1945 гг.», «50 лет Вооруженных сил СССР», «Тридцать лет победы в Великой Отечественной войне 1941—1945 гг.», «Сорок лет победы в Великой Отечественной войне 1941—1945 гг.», «Ветеран труда», «Пятьдесят лет победы в Великой Отечественной войне 1941—1945 гг.».